# Helgesta
Helgesta är kyrkbyn i Helgesta socken i Flens kommun i Södermanland. Den ligger vid Båven.
I orten ligger Helgesta kyrka.